# Pedro Arreitunandia

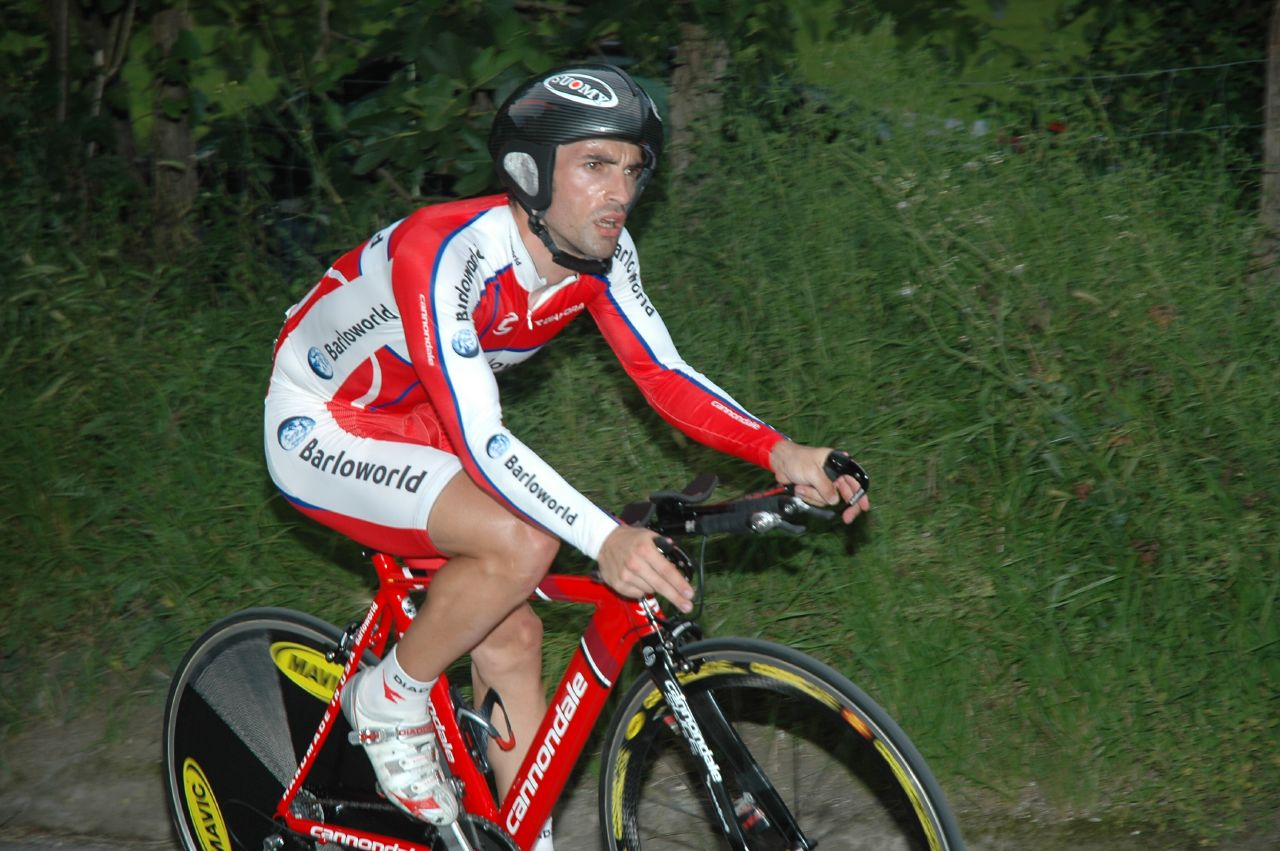
Pedro Arreitnunandia bei der Euskal Bizikleta 2007

Pedro Arreitunandia Quintero (* 24. Juli 1974 in Carbia) ist ein ehemaliger spanischer Radrennfahrer.
Pedro Arreitnunandia begann seine Karriere 1999 bei dem baskischen Radsport-Team Euskaltel-Euskadi. Seinen ersten Profierfolg feierte er 2003, mittlerweile in Portugal bei Carvalhelhos-Boavista unter Vertrag, mit einem Etappensieg bei der Portugal-Rundfahrt. Nach einem erfolglosen Jahr bei Cafés Baqué wechselte er 2005 zu dem britischen Professional Continental Team Barloworld. Hier gewann er eine Etappe der Murcia-Rundfahrt, wurde er Dritter der Katalanischen Woche und entschied eine Etappe der Baskenland-Rundfahrt für sich entscheiden. Ende der Saison 2007 beendete er seine Karriere.

## Palmarès
2003
- eine Etappe Portugal-Rundfahrt

2005
- eine Etappe Murcia-Rundfahrt
- eine Etappe Baskenland-Rundfahrt

## Teams
- 1999–2000 Euskaltel-Euskadi
- 2001 Cantanhede-Marques de Marialva
- 2002–2003 Carvalhelhos-Boavista
- 2004 Cafés Baqué
- 2005 Barloworld-Valsir
- 2006–2007 Barloworld